# チン・セヨン
チン・セヨン（ハングル：진세연、漢：陳世娫、1994年2月15日- ）は、韓国の女優、モデル。
2012年大学入学 9年かけて2021年中央大学演劇映画学科 卒業

## 略歴
中学3年生の時にスカウトされ、CMに出演する。当初、3か月程度スター帝国でアイドルになるため研修生生活を送ったが、高校1年生の時に芸能事務所を移籍し女優活動を開始する。SBS『大丈夫、パパの娘だから』でテレビドラマデビューとなり、『ホワイト』で映画デビューとなる。2012年に高校を卒業し、中央大学校に入学し、卒業した。
2013年に公演された舞台『クローザー』のストリッパー役が初舞台となる。「愛の言葉(原題:사랑만의 언어」(2014年製作)のサントラ版では、コーラスで楽曲に参加し、2015年には歌手デビューしている。

## 人物
- 体重：44kg[3]
- セファ(世和)女子高校卒業[4][7]
- 中央大学校演劇映画学科卒業[9]

## 出演

### テレビドラマ
- 大丈夫、パパの娘だから（英語版、朝鮮語版）（2010年 - 2011年、SBS） - チョン・セヨン役
- チャクペ〜相棒〜（2011年、MBC） - ドンニョ（少女時代）役
- クラブ・ビリティスの娘たち（朝鮮語版）（2011年、KBS） - キム・ジュヨン役
- 私の娘コンニム（英語版、朝鮮語版）（2011年 - 2012年、SBS） - ヤン・コンニム役
- カクシタル（英語版、朝鮮語版）（2012年、KBS） - オ・モクタン役[10]
- 蒼のピアニスト（2012年、SBS） - ホン・ダミ役[11]
- 感激時代〜闘神の誕生（2014年、KBS） - キム・オクリョン役[12]
- ドクター異邦人（2014年、SBS）- ソン・ジェヒ ／ ハン・スンヒ役[13]
- ステキな片想い（2015年 - 2016年、WEB） - ユン・イリョン役[14]
- オクニョ 運命の女（2016年、MBC） - オクニョ役[15]
- 不滅の恋人（2018年、TV朝鮮） - ソン・ジャヒョン役[16]
- アイテム〜運命に導かれし2人〜（英語版、朝鮮語版）（2019年、MBC） - シン・ソヨン役[17]
- カンテク〜運命の愛〜（2019年 - 2020年、TV朝鮮） - カン・ウンボ ／ カン・ウンギ役（一人二役）[18]
- ボーンアゲイン〜運命のトライアングル〜（英語版、朝鮮語版）（2020年、KBS） - チョン・サビン ／ チョン・ハウン役（一人二役）[19]
- 恋の株価は上昇中!?（2022年、WEB）- ヘジン役

### 映画
- ホワイト（2011年） - ジェニー役
- 愛の言葉（2014年） - インハ役
- キケンな顔合わせ!?（2015年） - パク・ヨンヒ役 [20]
- オペレーション・クロマイト（2016年） - ハン・チェソン役[21]

### 舞台
- 舞台『クローザー』（2013年） - ストリッパーのアリス 役[7]

### バラエティ番組
- Running Man（2012年、SBS） - ゲスト

### 総合司会
- 2016スーパーソウルドリームコンサート（2016年11月27日、スカイドーム）[22]
- 2017DREAM CONCERT in 平昌（2017年11月4日、冬季五輪プラザ）[23]
- 2018大韓民国大衆音楽授賞式（2018年12月20日、KINTEX）[24]

### CM
- 2009年『韓国ヤクルト』
- 2009年 『SKテレコム』
- 2009年 『BCカード』
- 2010年 『サムスン電子』

## 受賞
- 2011 SBS演技大賞 ニュースター賞（『私の娘コンニム』）
- 2012 KBS演技大賞 新人演技賞（『カクシタル』）
- 2014 第3回 大田ドラマフェスティバル 人気スター賞
- 2016 MBC演技大賞 特別企画部門 女性優秀演技賞

## 広報大使
- 2015年12月 中央大学校 広報大使[25]
- 2016年3月 グッドネイバーズ 広報大使[26]
- 2017年2月 美しい選挙 広報大使[27]